# 옷카와역
옷카와역(일본어: 乙川駅 おっかわえき[*])은 일본 아이치현 한다시에 위치한 도카이 여객철도 다케토요 선의 철도역이다. 상대식 승강장 2면 2선의 구조를 갖춘 지상역이다.

## 이용 현황
| 연도     | 승차인원 | 연도     | 승차인원 | 연도     | 승차인원 | 연도     | 승차인원 | 연도     | 승차인원 |
| 1950년도 | 769      | 1963년도 | 1,133    | 1976년도 | 870      | 1989년도 | 480      | 2002년도 | 837      |
| 1951년도 | 948      | 1964년도 | 1,117    | 1977년도 | 806      | 1990년도 | 644      | 2003년도 | 860      |
| 1952년도 | 910      | 1965년도 | 1,164    | 1978년도 | 768      | 1991년도 | 694      | 2004년도 | 870      |
| 1953년도 | 954      | 1966년도 | 1,148    | 1979년도 | 753      | 1992년도 | 765      | 2005년도 | 921      |
| 1954년도 | 920      | 1967년도 | 1,202    | 1980년도 | 667      | 1993년도 | 805      | 2006년도 | 1,002    |
| 1955년도 | 880      | 1968년도 | 1,148    | 1981년도 | 616      | 1994년도 | 885      | 2007년도 | 1,079    |
| 1956년도 | 948      | 1969년도 | 1,009    | 1982년도 | 584      | 1995년도 | 882      | 2008년도 | 1,102    |
| 1957년도 | 993      | 1970년도 | 910      | 1983년도 | 542      | 1996년도 | 814      | 2009년도 | 1,049    |
| 1958년도 | 989      | 1971년도 | 853      | 1984년도 | 508      | 1997년도 | 798      | 2010년도 | 1,069    |
| 1959년도 | 1,025    | 1972년도 | 814      | 1985년도 | 513      | 1998년도 | 767      | 2011년도 | 1,019    |
| 1960년도 | 1,150    | 1973년도 | 803      | 1986년도 | 482      | 1999년도 | 771      | 2012년도 | 1,012    |
| 1961년도 | 1,093    | 1974년도 | 848      | 1987년도 | 509      | 2000년도 | 773      |          |          |
| 1962년도 | 1,054    | 1975년도 | 854      | 1988년도 | 535      | 2001년도 | 820      |          |          |
| -------- | -------- | -------- | -------- | -------- | -------- | -------- | -------- | -------- | -------- |

### 화물
| 연도     | 발송  | 도착   | 연도     | 발송  | 도착  | 연도     | 발송  | 도착  |
| 1950년도 | 3,728 | 4,285  | 1959년도 | 3,571 | 8,485 | 1968년도 | 5,897 | 1,571 |
| 1951년도 | 4,031 | 10,304 | 1960년도 | 5,097 | 3,959 | 1969년도 | 2,475 | 1,723 |
| 1952년도 | 1,797 | 4,513  | 1961년도 | 2,782 | 2,231 | 1970년도 | 598   | 281   |
| 1953년도 | 2,602 | 9,689  | 1962년도 | 4,202 | 2,625 | 1971년도 | 6,272 | 384   |
| 1954년도 | 3,571 | 9,623  | 1963년도 | 5,299 | 1,254 | 1972년도 | 679   | 1,760 |
| 1955년도 | 2,008 | 5,060  | 1964년도 | 4,728 | 862   | 1973년도 | 6,638 | 338   |
| 1956년도 | 6,743 | 6,215  | 1965년도 | 3,288 | 410   | 1974년도 | 6,867 | 231   |
| 1957년도 | 5,454 | 10,001 | 1966년도 | 6,064 | 817   | 1975년도 | 2,825 | 102   |
| 1958년도 | 2,999 | 5,145  | 1967년도 | 5,549 | 1,739 |          |       |       |
| -------- | ----- | ------ | -------- | ----- | ----- | -------- | ----- | ----- |

### 하물
| 연도     | 발송  | 도착  | 연도     | 발송  | 도착  |
| 1972년도 | 5,747 | 2,833 | 1978년도 | 3,156 | 2,475 |
| 1973년도 | 5,512 | 2,849 | 1979년도 | 2,814 | 2,800 |
| 1974년도 | 5,149 | 2,878 | 1980년도 | 2,604 | 2,606 |
| 1975년도 | 3,717 | 2,722 | 1981년도 | 1,822 | 2,653 |
| 1976년도 | 3,319 | 2,553 | 1982년도 | 1,193 | 2,521 |
| 1977년도 | 3,359 | 2,527 | 1983년도 | 316   | 2,010 |
| -------- | ----- | ----- | -------- | ----- | ----- |

## 역 주변
- 후지 중공업 한다니시 공장

## 역사
- 1933년 12월 7일 : 일본국유철도 다케토요 선의 역으로서, 가메자키 · 한다 간에 개업. 여객만을 취급, 하물이나 화물은 취급하지 않았다.
  - 취급하는 여객에도 제한이 있어, 다케토요 선과 도카이도 본선 오카자키역 · 기후역 간의 각 역 및 도카이도 본선 하마마쓰역 · 도요하시역 · 가마고리역, 간사이 본선 구와나역 · 욧카이치역을 발착하는 여객에도 제한되었다.
- 1939년 7월 21일 : 상기 역명에 더해, 주오 본선 오조네역 · 지쿠사역 · 쓰루마이역을 발착하는 여객 취급도 개시.
- 1944년 4월 1일 : 화물과 수하물의 취급을 개시, 동시에 여객의 취급제한을 폐지. 같은 달에 역사를 신설.
- 1952년 11월 1일 : 소하물의 취급을 개시.
- 1975년 11월 15일 : 화물의 취급을 폐지.
- 1980년 5월 1일 : 업무위탁역으로 한다.
- 1984년 2월 1일 : 하물의 취급을 폐지.
- 1987년 4월 1일 : 일본국유철도 분할 민영화에 의해, 도카이 여객철도가 승계.
- 1989년 3월 10일 : 무인역화.
- 2006년
  - 3월 : 역사를 개축.
  - 11월 25일 : TOICA의 이용이 가능하게 되었다.
- 2013년 10월 1일 : '집중 여객 서비스 시스템' 도입에 의해, 자동발권기 · 자동개찰기를 설치.

## 인접 역
| 도카이 여객철도 다케토요 선 | 도카이 여객철도 다케토요 선 | 도카이 여객철도 다케토요 선 |
| --------------------------- | --------------------------- | --------------------------- |
| 가메자키 오부 방면          | ■ 다케토요 선               | 한다 다케토요 방면          |